# Einfallsgraben

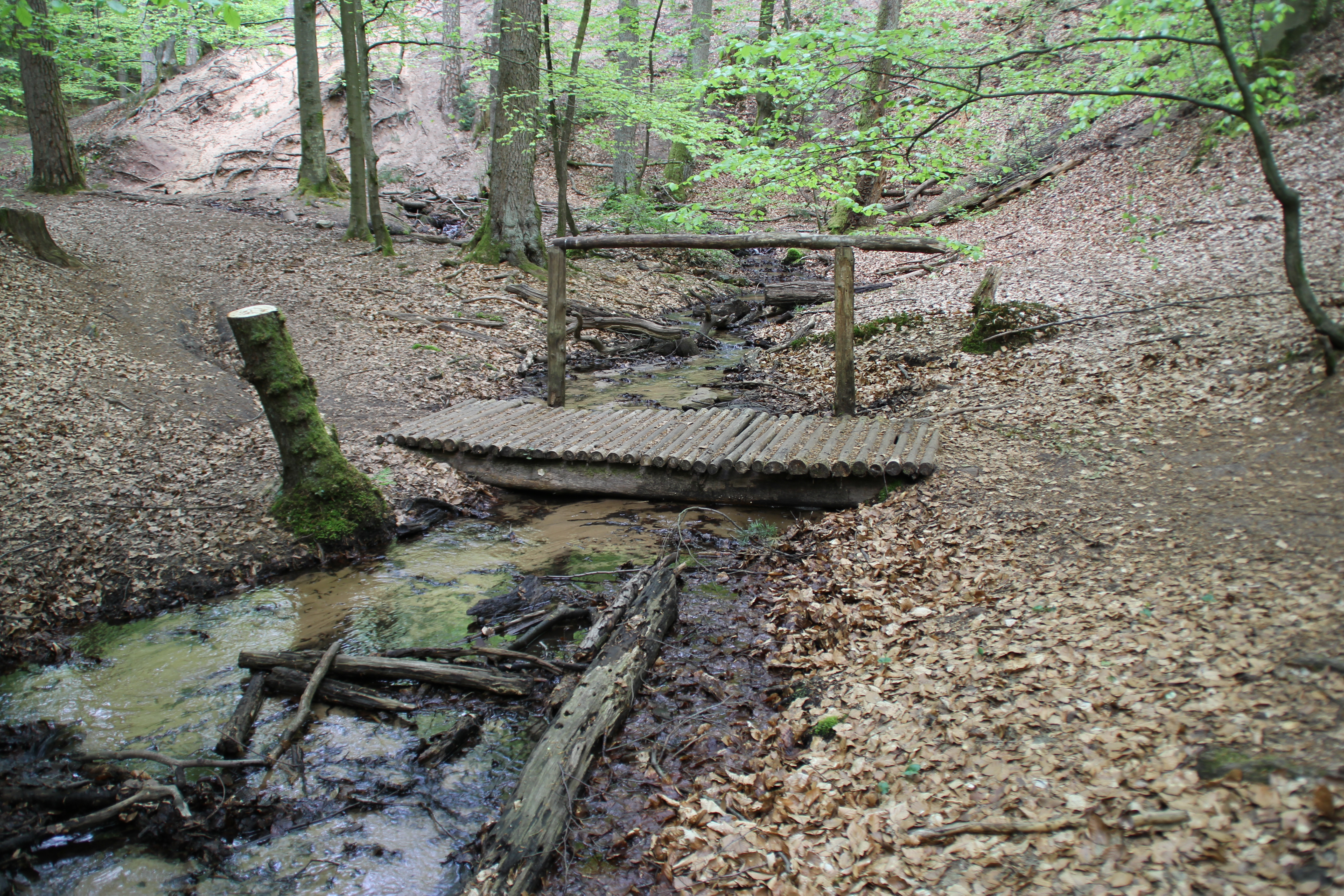
Der Einfallsgraben unterhalb des Klappermühlchens

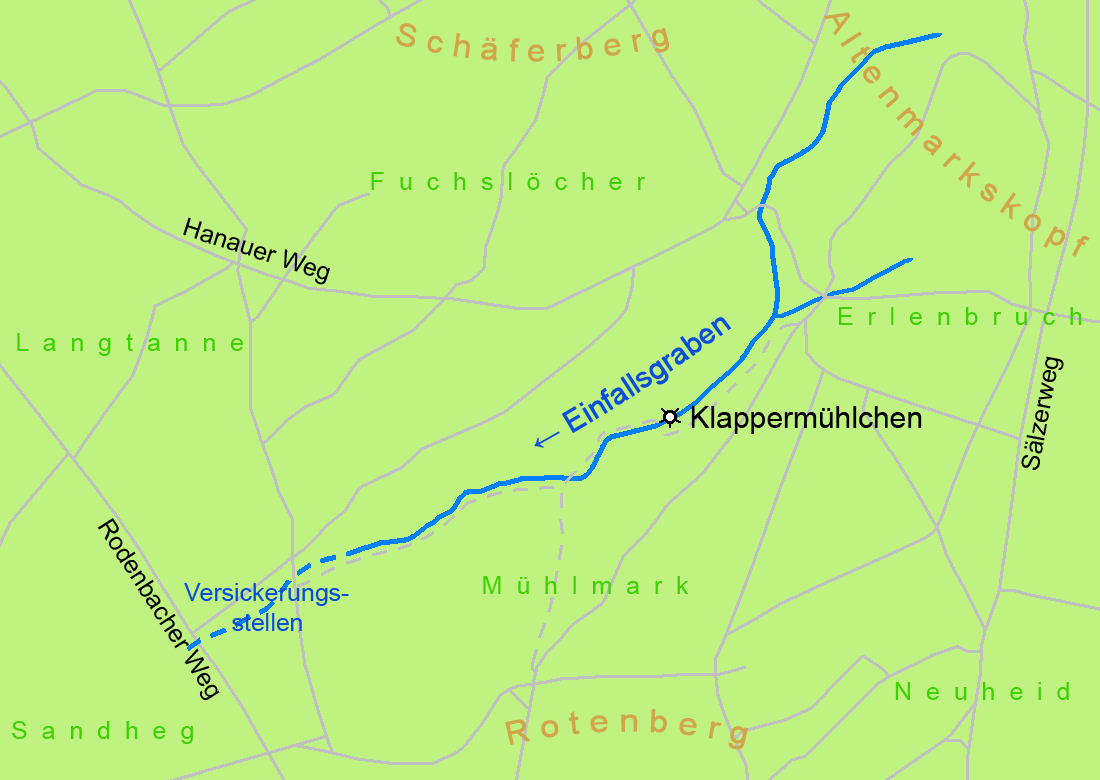
Karte des Einfallsgrabens

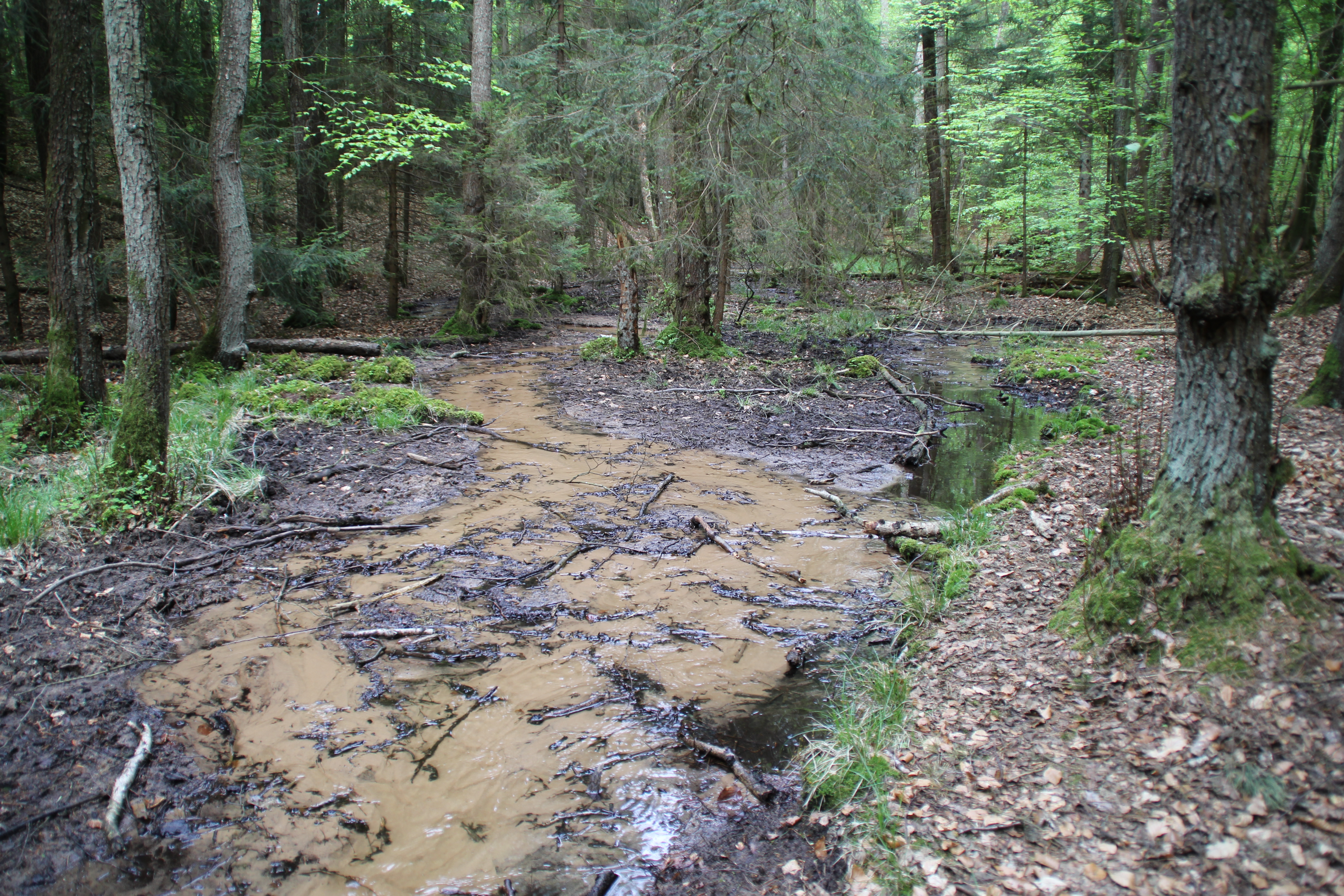
Der Einfallsgraben im Alzenauer Stadtwald

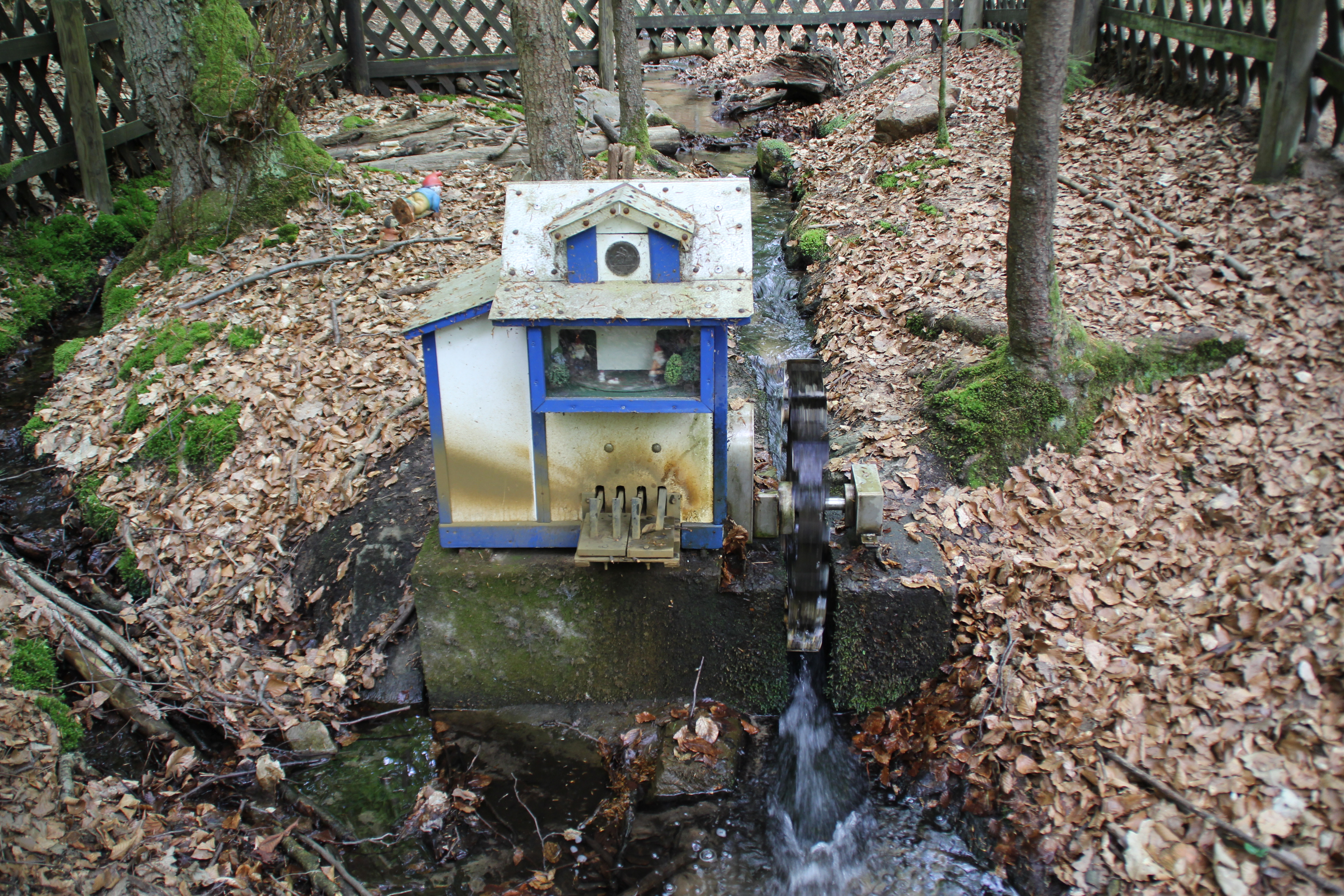
Das Klappermühlchen

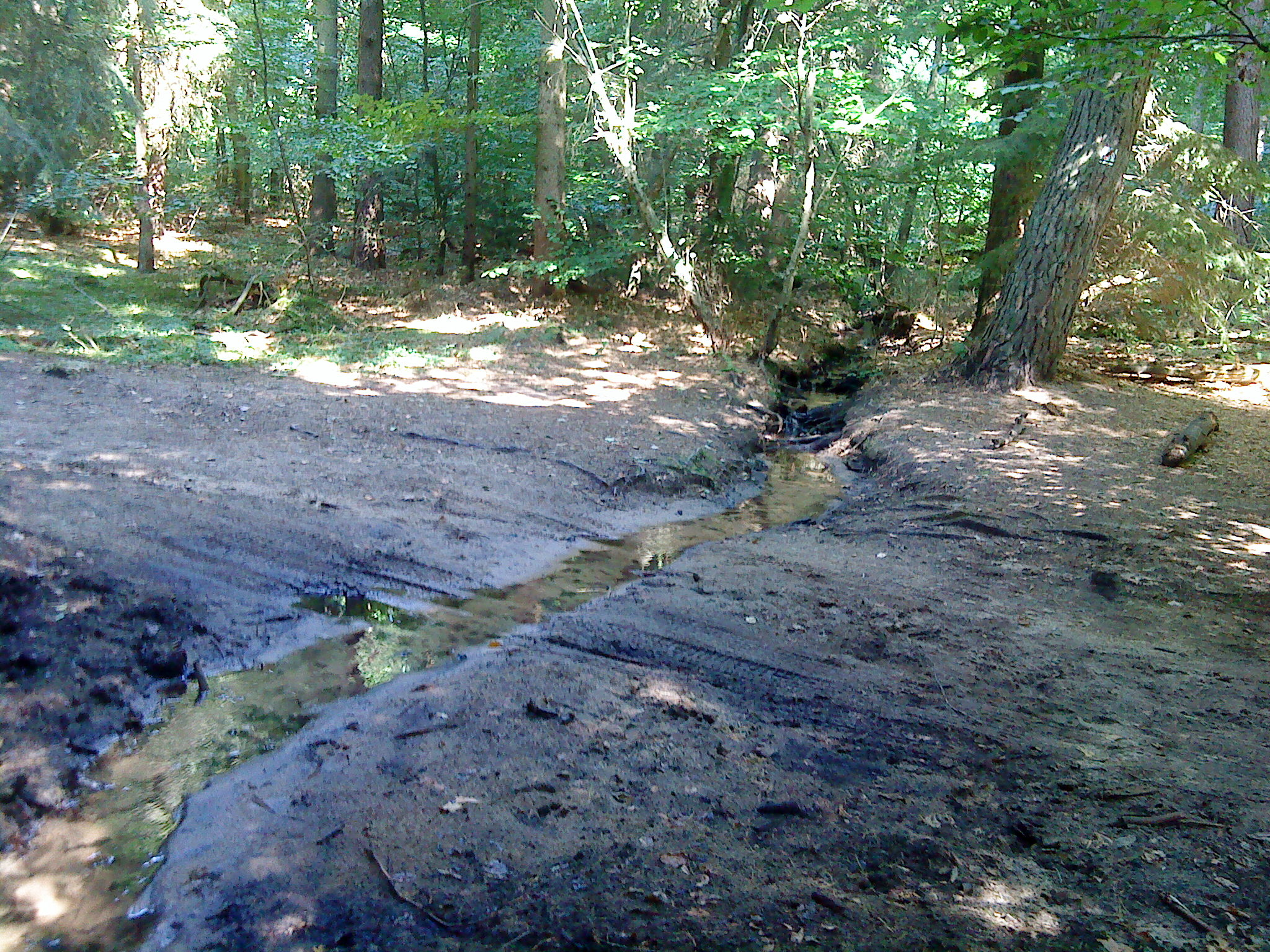
Der schon fast versickerte Einfallsgraben überquert einen Waldweg

Der Einfallsgraben ist ein 2,1 km langer Bach im nördlich von Alzenau in Unterfranken gelegenen Stadtwald. Der Bach, im Volksmund oft auch Feldbach genannt, durchfließt in südwestlicher Richtung Teile der Bulau, ein größeres zusammenhängendes Waldstück zwischen Kinzig und Kahl. Das Gebiet um den Einfallsgraben ist abflusslos und befindet sich im Naturpark Spessart.

## Geographie

### Verlauf
Eigentlich befindet sich die Quelle des Einfallsgraben am Fuße des Altenmarkskopfes (269 m), in der Nähe der Grenze zu Hessen. Dieser Oberlauf des Baches führt im Sommer aber oft kein Wasser. An manchen Stellen bildet sich dann oft ein kleines Rinnsal, das nach einigen Metern sofort wieder im sandigen Boden versickert.
In der Nähe einer Schutzhütte, im Waldgebiet Einfallgraben, bildet sich erneut ein kleines Bächlein. Dort befindet sich bei trockenen Tagen die Quelle des Baches. Der Einfallsgraben fließt nun in eine enge, etwa acht Meter tiefe Schlucht, wo ihm sein einziger Zufluss, ein kleiner, von links kommender Bach zufließt. Der Einfallsgraben trifft nun auf das sogenannte Klappermühlchen.

### Das Klappermühlchen
Das Klappermühlchen ist ein Miniaturmühlhaus im Alzenauer Stadtwald. Es besitzt ein kleines unterschlächtiges Wasserrad, das von der Wasserkraft des Einfallsgrabens betrieben wird. Ein Teil seines Wassers wird über eine künstlich angelegte Rinne, dem Mühlkanal gebündelt und auf das Mühlrad geleitet. Dieses dreht dann eine Scheibe, die mit Zwergfiguren besetzt ist. Durch ein Fenster wandern die Zwerge im Innern des Häuschens. Mit Hilfe dieser Scheibe werden vier winzige Hämmer bewegt, die auf zwei verschiedene Metallplättchen schlagen. Auf Grund ihrer unterschiedlichen Länge und Stärke entsteht bei jedem Hammerschlag ein anderer Ton. Das „Klappern“ des Mühlchens kann man schon aus mehreren hundert Metern Entfernung hören. Das Mühlenhaus wurde im Jahre 1913 erbaut und wird heute ehrenamtlich gepflegt. Das Gelände um das Klappermühlchen ist umzäunt und darf nicht betreten werden.

### Versickerungsstellen
Nach nur wenigen Kilometern Fließstrecke wird der Einfallsgraben auf Grund des sandigen Bulaubodens immer kleiner. In einem Sandloch versickert er schließlich vollständig (50° 6′ 13,9″ N, 9° 3′ 10,1″ O). Hier wurde schon oft vergeblich versucht das Bachbett über andere Wege weiterzugraben. Seit Beginn des 21. Jahrhunderts verschob sich die Hauptversickerungsstelle immer weiter bachaufwärts.
In der Bulau gibt es noch weitere Fließgewässer mit Versickerungsstrecken. Ganz in der Nähe macht auch der sandige Boden dem namenlosen Bach an der Alzenauer Antoniusgrotte, nördlich der Staatsstraße 2305 zu schaffen. Ähnlich wie der Einfallsgraben wird auch er nie oberirdisch seinen Vorfluter erreichen. Der Bach, der dem See an der Barbarossaquelle in Hessen entfließt, versickert ebenfalls nach nur kurzer Fließstrecke im Sandboden.

## Flora und Fauna
Im sandigen Gebiet am Einfallsgraben wachsen Laubmoose und Heidekräuter. Der Waldmistkäfer und der Laubfrosch fühlen sich im feuchten, bewaldeten Gebiet besonders wohl. In den Schlammlachen des Einfallsgraben suhlen sich Wildschweine und Trughirsche.